# 슬픈 열대

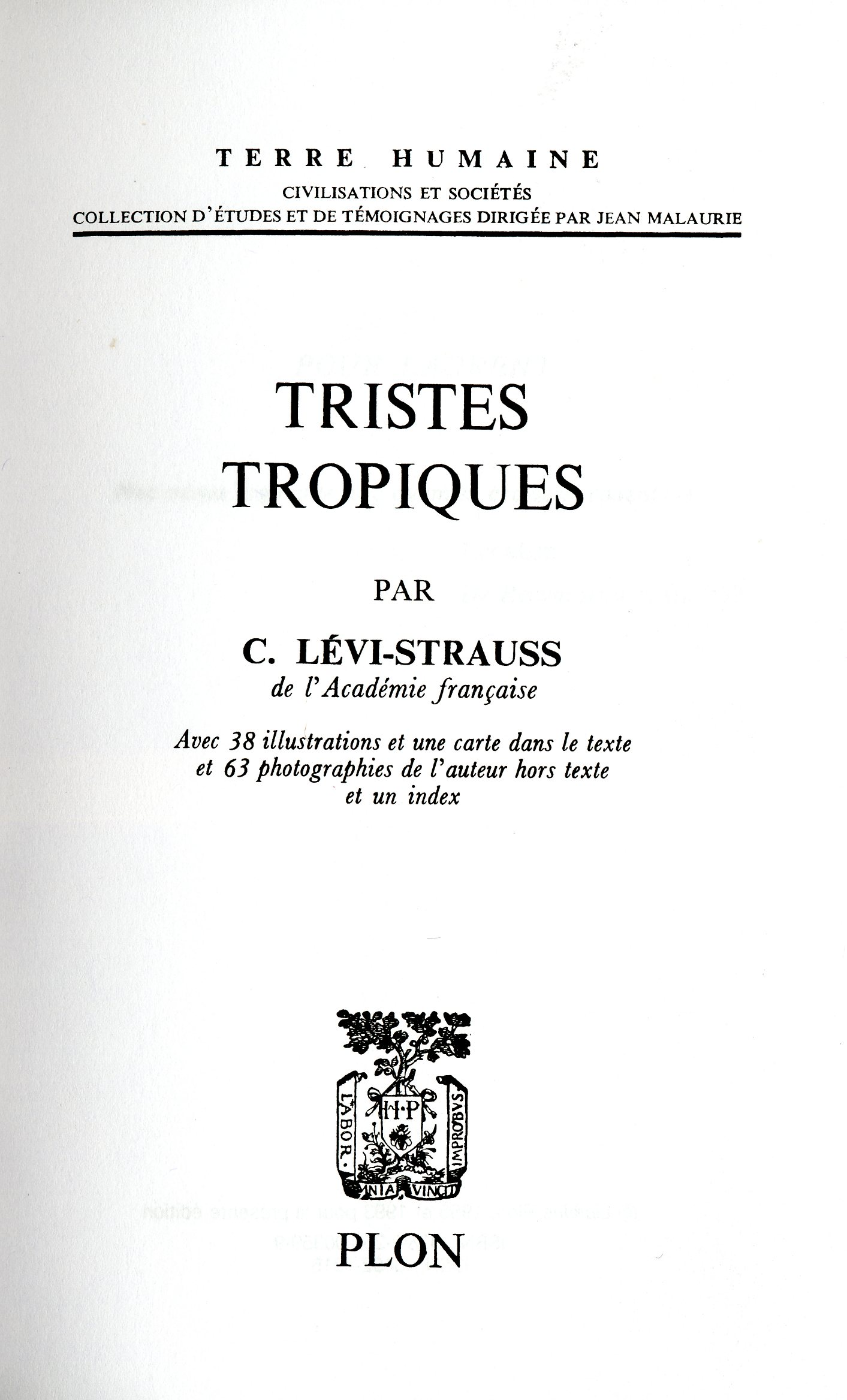

《슬픈 열대》(프랑스어: Tristes Tropiques, 영어: Sad Tropics)는 구조주의를 제창한 프랑스의 사회인류학자 클로드 레비스트로스가 1955년에 쓴 일종의 기행문으로 자신의 청년기나 사상, 인류학을 자신의 학문영역으로 설정하게 된 동기 등을 자서전의 형식으로 기술하고 있는 책이다. 저자는 1937년부터 1938년까지 브라질 내륙지방에 살고 있던 카두베오족(Caduveo 또는 Guaycuru)과 보로로족(Bororó), 낭비크와라족(Nambikwara), 투피-카와이브족(Tupi-Kawahib) 등 원주민 사회의 문화를 관찰하고 그 결과에 관해 서술했으나, 단순히 민족지의 차원을 넘어서 서구를 지배해온 '문명'과 '야만'의 개념을 통렬히 비판하고 있다. 9부로 되어 있으며, 학문적 자기형성을 서술한 부분, 1930년대 브라질의 열대 및 오지의 실태에 대한 기록, 민족지학적 기술, 아시아 여행의 인상 등이 자세하게 서술되어 있다. 무엇보다 이 책은 저자의 독자적인 문명론과 구조주의 방법의 원형을 발견할 수 있다.

## 내용
이 책은, 가장 원시적인 가장 자연적인 상태의 삶을 사는 네 개의 미개인 부족과 함께 지내면서 그들의 심성과 사고방식, 사회조직과 생활양식, 종교와 의례, 예술과 상징 등을 섬세하게 재현하고, 이를 통해 그들이 본질에서는 문명인과 다를 바 없으며 오히려 서구의 합리성을 넘어선 더 넓은 ‘의미의 범주’를 가지고 있음을 보여준다. 여기서 그는 서구의 ‘문명’과 비서구의 ‘미개’를 별개의 것으로 논하던 종래의 습관을 벗어나서 이 둘이 하나의 체계 속에서 관계를 맺고 있음을 발견하는 탁월한 시각을 갖게 되고, 문명과 미개가 모두 서구인의 욕망이 발명한 상상의 실체에 불과하다는 것을 발견한다.

## 비평
1. “비록 페르디낭 드 소쉬르에게 선구자의 명예는 양보했으나 그의 언어학적 사상을 이어받아 구조주의의 기틀을 확립한 사람은 레비스트로스다.” (남경태)[2]
2. “문명과 미개라는 단순한 이분법적인 구도를 설정하고 사라지는 미개에 대해 싸구려 감상을 연출하는 통속적인 여행기가 아니라, 오랜 시간을 통해 서구가 축적한 정교한 지식의 면밀한 분석을 동반한 진지한 참회록이다.” (김광억)[1]
3. “오늘날 프랑스 지식인들이 이해하고 있는 의미에서라면 난 구조주의자가 아니다....나는 푸코가 행한 작업과 내 일 사이에서는 극히 사소한 유사성도 발견 못 했다.” (레비스트로스 본인)

## 출판
원작은 프랑스어이며, 이후 한국어, 영어 등 많은 언어로 번역되었다.

## 관련 서적
1. 에드먼드 리치, 신인철 역, 《성서의 구조인류학》, 한길사, 1996. ISBN 89-356-3074-8
2. 주경복, 《레비스트로스 (슬픈 열대와 구조주의자의 길)》, 건국대학교출판부, 1996. ISBN 89-7107-140-0
3. 김형효,《구조주의 사유체계와 사상》, 인간사랑, 2008. ISBN 978-89-7418-557-2
4. 김광억, 《처음 만나는 문화 인류학》 , 일조각, 2003. ISBN 89-337-0437-X
5. 최협, 《부시맨과 레비스트로스》 , 풀잎, 1996. ISBN 89-7474-401-5
6. 프랑수아 도스, 이봉지 역,《구조주의의 역사 1》, 동문선, 1998. ISBN 89-8038-043-7

## 같이 보기
- 르 몽드가 선정한 세기의 도서 100권

## 참고 문헌
1. 1 2  “김광억, “슬픈열대-클로드 레비스트로스”, <동아일보>, 2005년 4월 29일”. 2006년 1월 6일에 원본 문서에서 보존된 문서. 2009년 6월 4일에 확인함.
2. ↑  남경태, 《철학》, 들녘, 2004, p.478 ISBN 9788975275647